# Championnats du monde de cyclisme urbain 2025
Navigation
2024 2026
Les Championnats du monde de cyclisme urbain 2025 sont la 8e édition de ces championnats, organisés par l'Union cycliste internationale (UCI) et rassemblant trois disciplines : le trial, le BMX Freestyle Park et le BMX Freestyle Flatland. Ils ont lieu à Riyad, en Arabie saoudite, du 4 au 8 novembre 2025. La ville accueille également l'édition suivante en 2026.

## Podiums

### Trial
| Épreuves                  | Or | Argent | Bronze |
| ------------------------- | -- | ------ | ------ |
| Hommes 20 pouces          |    |        |        |
| Hommes 26 pouces          |    |        |        |
| Hommes, juniors 20 pouces |    |        |        |
| Hommes, juniors 26 pouces |    |        |        |
| Femmes                    |    |        |        |
| Femmes, juniors           |    |        |        |
| Par équipes               |    |        |        |

### BMX freestyle Park
| Épreuves | Or | Argent | Bronze |
| -------- | -- | ------ | ------ |
| Hommes   |    |        |        |
| Femmes   |    |        |        |

### BMX freestyle Flatland
| Épreuves | Or | Argent | Bronze |
| -------- | -- | ------ | ------ |
| Hommes   |    |        |        |
| Femmes   |    |        |        |

## Tableau des médailles
| Rang  | Nation | Or | Argent | Bronze | Total |
| ----- | ------ | -- | ------ | ------ | ----- |
| Total | Total  | -  | -      | -      | -     |